# Tour du Loir-et-Cher
Tour du Loir-et-Cher er et fransk etapeløb i landevejscykling. Løbet blev for første gang afholdt i 1960. Løbet er en del af UCI Europe Tour, hvor det af UCI er rangeret som 2.2.

## Vindere
| - 2025 : Niklas Larsen - 2024 : Emil Toudal - 2023 : Tim Marsman - 2022 : Michael Kukrle - 2020-2021 : Ikke afholdt pga. coronaviruspandemien - 2019 : Jan Bárta - 2018 : Asbjørn Kragh Andersen - 2017 : Alexander Kamp - 2016 : Patrick Schelling - 2015 : Romain Cardis - 2014 : Graham Briggs - 2013 : Tino Thömel - 2012 : Andrej Solomennikov - 2011 : Anthony Saux - 2010 : Mikhail Antonov - 2009 : Dmitrij Kosjakov - 2008 : Christofer Stevenson - 2007 : Alexandre Blain - 2006 : Jacob Moe Rasmussen - 2005 : Marc de Maar - 2004 : Tom Stubbe - 2003 : Hervé Duclos-Lassalle | - 2002 : Samuel Gicquel - 2001 : Rudolph Wentzel - 2000 : Gisle Vikoyr - 1999 : Thor Hushovd - 1998 : Frédéric Pontier - 1997 : Stéphane Bourry - 1996 : Christophe Paulvé - 1995 : Denis Marie - 1994 : Carlo Meneghetti - 1993 : Denis Marie - 1992 : Jean-Christophe Currit - 1991 : Nicolas Aubier - 1990 : Eric Knuvers - 1989 : Guido Fulst - 1988 : Olaf Jentzsch - 1987 : Sergej Uslamin - 1986 : Leszek Stepniewski - 1985 : Jörg Stein - 1984 : Jörg Stein - 1983 : Mario Hernig - 1982 : Jurij Petrov - 1981 : Jan Jankiewicz | - 1980 : Leon Dezjits - 1979 : Michel Larpe - 1978 : Gerard Le Dain - 1977 : Michel Zuccarelli - 1976 : Gerry van Gerwen - 1975 : Jan Brzeźny - 1974 : Hubert Arbes - 1973 : Patrick Béon - 1972 : Zygmunt Hanusik - 1971 : Jean-Pierre Guitard - 1970 : Alain Nogues - 1969 : Jean-Pierre Danguillaume - 1968 : Bernard Dupuch - 1967 : Jean-Claude Genty - 1966 : Félix Le Buhotel - 1965 : Albert Van Vlierberghe - 1964 : Maurice Benet - 1963 : Leopold Heuvelmans - 1962 : Jack André - 1961 : Jean-Claude Lebaube - 1960 : Raymond Sallé |